# 李金 (弘治進士)
李金（1461年—？），字宗乾，直隸永平府遷安縣人，民籍，明朝政治人物。

## 生平
弘治二年（1489年）己酉科順天鄉試第五名舉人。弘治六年（1493年）中式癸丑科會試第一百八十九名，三甲第一百三十二名進士。初授中书舍人，历官户部员外郎，清理仓储馬政弊政，有貴戚侵占民田，勘查后归还。明孝宗将其名字写在宫殿墙壁上，旌赏银子。出任德安府知府，正德四年（1509年）六月升湖广按察司副使，十一月被楚王弹劾，贬为民。五年九月赦免復官，起复云南按察司副使，整饬腾冲兵备。九年正月官员考察中，以才力不及降调。

## 家族
曾祖李斌；祖父李林；父李友，海州衛學訓導。母王氏；繼母鄭氏。重庆下。